# Historický ústav Filozofické fakulty Masarykovy univerzity
Historický ústav Filozofické fakulty Masarykovy univerzity je pracoviště na Filozofické fakultě Masarykovy univerzity. Byl založen v roce 1919.

## Historie
Historický ústav byl založen v roce 1919 a v době první republiky byl spojen převážně s příslušníky Gollovy školy. Mezi tehdejšími profesory působili např. Václav Hrubý, Rudolf Holinka nebo Rudolf Urbánek. V době nacistické okupace došlo k ukončení výuky a částečně i k perzekuci učitelského sboru. V době po druhé světové válce na Historickém ústavu působili např. Jindřich Šebánek a Sáša Dušková (pomocné vědy historické, později samostatný ústav), Josef Macůrek (dějiny východní a jihovýchodní Evropy), Jaroslav Kudrna (raný novověk, italská renesance), Josef Válka a František Mainuš (kulturní, hospodářské a sociální dějiny raného novověku).

## Pracovníci
Pracovníci katedry (stav k červenci 2024):
| Profesoři | Emeritní profesoři           | Docenti                                                                                   | Odborní asistenti | Odborní pracovníci | Neučitelští pracovníci |
| prof. Mgr. Lukáš Fasora, Ph.D. prof. PhDr. Jiří Hanuš, Ph.D. prof. Mgr. Libor Jan, Ph.D. prof. PhDr. Mgr. Tomáš Knoz, Ph.D. prof. PhDr. Martin Wihoda, Ph.D. prof. Andrej Zubov (hostující) | prof. PhDr. Jiří Malíř, CSc. | doc. PhDr. Pavel Boček, CSc. doc. Mgr. Tomáš Malý, Ph.D. doc. Mgr. Denisa Nečasová, Ph.D. | Mgr. Tomáš Borovský, Ph.D. Mgr. Tomáš Dvořák, Ph.D. Mgr. Ondřej Haváč, Ph.D. PhDr. Bronislav Chocholáč, Dr. Mgr. et Mgr. Václav Kaška, Ph.D. Mgr. Martin Markel, Ph.D. Mgr. Petra Melichar, PhD Mgr. Jiří Němec, Ph.D. Mgr. Lukáš Reitinger, Ph.D. Mgr. Milan Řepa, Ph.D. PhDr. Zdeňka Stoklásková, Ph.D. PhDr. Libor Vykoupil, Ph.D. | Mgr. Jindřich Čeladín, Ph.D. Mgr. Monika Enenklová, Ph.D. Mgr. Veronika Macháňová Mgr. Mikuláš Netík Mgr. Anna Pečinková, Ph.D. Mgr. Jaromír Sobotka, Ph.D. | Mgr. Hana Ambrožová (sekretářka) Eva Bušová (organizační referentka) PhDr. Marcela Drahošová (odborná pracovnice) Mgr. Lenka Janošová (knihovnice) Mgr. Dagmar Vysloužilová (odborná pracovnice) |

Kromě výše uvedených působí na ústavu celá řada externích spolupracovníků.